# Réacteur à membrane

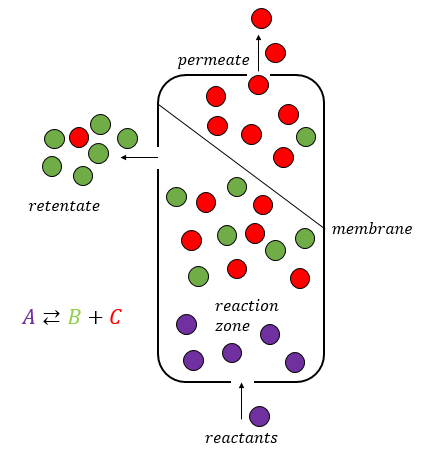
Croquis d'un réacteur à membrane

Un réacteur à membrane ou réacteur membranaire est un dispositif physique qui combine un processus de conversion chimique avec un processus de séparation membranaire pour ajouter des réactifs ou éliminer des produits de la réaction. 
Les réacteurs chimiques utilisant des membranes sont généralement appelés réacteurs à membrane. La membrane peut être utilisée pour différentes tâches : 
- Séparation
  - Extraction sélective des produits de réaction
  - Rétention du catalyseur
- Distribution/dosage d'un réactif
- Support de catalyseur (souvent associé à une distribution de réactifs)

Les réacteurs à membrane sont un exemple de combinaison de deux opérations unitaires en une seule étape, par exemple la filtration membranaire avec la réaction chimique. L'intégration de la section réactionnelle avec extraction sélective d'un réactif permet une amélioration des conversions par rapport à la valeur d'équilibre. Cette caractéristique rend les réacteurs à membrane adaptés pour effectuer des réactions endothermiques à équilibre limité. 

## Avantages et problèmes critiques
Les membranes sélectives à l'intérieur du réacteur présentent plusieurs avantages : la section du réacteur remplace plusieurs processus préalables. De plus, retirer un produit permet de dépasser les limites thermodynamiques. De cette façon, il est possible d'atteindre des conversions plus élevées des réactifs ou d'obtenir la même conversion avec une température plus basse. 
Les réactions réversibles sont généralement limitées par la thermodynamique : lorsque les réactions directes et inverses, dont la vitesse dépend des concentrations de réactifs et de produits, sont équilibrées, un état d'équilibre chimique est atteint.  Si la température et la pression sont fixes, cet état d'équilibre est une contrainte pour le rapport des concentrations de produits par rapport aux réactifs, obstruant la possibilité d'atteindre des conversions plus élevées. 
Cette limite peut être dépassée en éliminant un produit de la réaction : de cette façon, le système ne peut pas atteindre l'équilibre et la réaction se poursuit, atteignant des conversions plus élevées (ou la même conversion à plus basse température). 
Néanmoins, il existe plusieurs obstacles à une commercialisation industrielle en raison des difficultés techniques de conception de membranes pérennes et en raison des coûts élevés des membranes. De plus, il manque un procédé à la pointe de la technologie, même si ces dernières années celle-ci a été appliquée avec succès à la production d'hydrogène et à la déshydrogénation d'hydrocarbures. 

## Configurations du réacteur

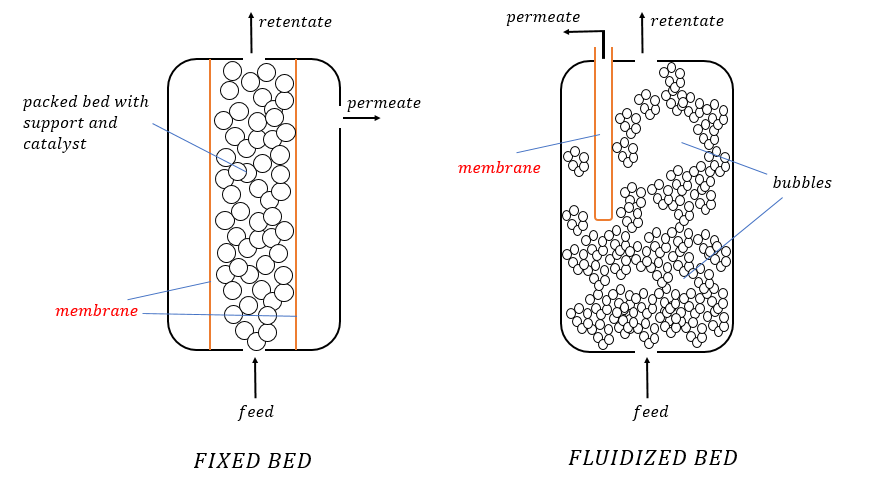
Réacteurs membranaires à lit garni et à lit fluidisé

Généralement, les réacteurs à membrane peuvent être classés en fonction de la position de la membrane et de la configuration du réacteur.  Il y a généralement un catalyseur à l'intérieur : si le catalyseur est installé à l'intérieur de la membrane, le réacteur est appelé réacteur catalytique à membrane (CMR) ;  si le catalyseur (et le support) sont garnis et fixés à l'intérieur, le réacteur est appelé réacteur membranaire à lit garni ; si la vitesse du gaz est suffisamment élevée et que la taille des particules est suffisamment petite, la fluidisation du lit se produit et le réacteur est appelé réacteur à membrane à lit fluidisé.  D'autres types de réacteurs tirent leur nom d'un matériau membranaire, par exemple le réacteur membranaire de zéolites.
Parmi ces configurations, une plus grande attention ces dernières années, en particulier dans la production d'hydrogène, est accordée au lit fixe et au lit fluidisé : dans ces cas, le réacteur standard est simplement intégré avec des membranes à l'intérieur de l'espace de réaction. 

## Réacteurs membranaires pour la production d'hydrogène
Aujourd'hui, l'hydrogène est principalement utilisé dans l'industrie chimique comme réactif dans la production d'ammoniac et la synthèse de méthanol, et dans les procédés de raffinerie pour l'hydrocraquage.  De plus, son utilisation comme vecteur d'énergie et comme combustible dans les piles à combustible suscite un intérêt croissant. 
Plus de 50 % de l'hydrogène est actuellement produit à partir du reformage à la vapeur du gaz naturel, en raison des faibles coûts et du fait qu'il s'agit d'une technologie mature. Les procédés traditionnels sont composés d'une section de reformage à la vapeur, pour produire du gaz de synthèse à partir de gaz naturel, de deux réacteurs de conversion du gaz à l'eau qui améliorent l'hydrogène dans le gaz de synthèse et d'une unité d'adsorption modulée en pression pour la purification de l'hydrogène.  Les réacteurs membranaires permettent d'intensifier les procédés en incluant toutes ces sections dans une seule unité, avec des avantages à la fois économiques et environnementaux. 

### Membranes pour la production d'hydrogène
Pour convenir à l'industrie de production d'hydrogène, les membranes doivent avoir un flux élevé, une sélectivité élevée envers l'hydrogène, un faible coût et une stabilité élevée.  Parmi les membranes, les inorganiques denses sont les plus appropriées ayant une sélectivité de plusieurs ordres de grandeur plus grande que les poreuses. Parmi les membranes denses, les membranes métalliques sont les plus utilisées en raison de flux plus élevés par rapport aux membranes céramiques. 
Le matériau le plus utilisé dans les membranes de séparation d'hydrogène est le palladium, en particulier son alliage avec l'argent. Ce métal, même s'il est plus cher que les autres, présente une solubilité très élevée vis-à-vis de l'hydrogène. 
Le mécanisme de transport de l'hydrogène à l'intérieur des membranes de palladium suit un mécanisme de solution/diffusion : la molécule d'hydrogène est adsorbée sur la surface de la membrane, puis elle est divisée en atomes d'hydrogène ; ces atomes traversent la membrane par diffusion puis se recombinent à nouveau en molécule d'hydrogène du côté basse pression de la membrane ; puis, il est désorbé de la surface. 
Ces dernières années, plusieurs travaux ont été réalisés pour étudier l'intégration de membranes en palladium à l'intérieur de réacteurs à membranes à lit fluidisé pour la production d'hydrogène. 

## Autres applications

### Bioréacteurs à membrane pour le traitement des eaux usées
Les bioréacteurs à membrane immergés et à flux latéral dans les usines de traitement des eaux usées sont les réacteurs à membrane basés sur la filtration les plus développés.

### Réacteurs électrochimiques à membrane ecMR
La production de chlorure (Cl2) et de soude caustique (NaOH) à partir de NaCl est réalisée industriellement par le procédé chlore-alcali en utilisant une membrane polyélectrolyte conductrice de protons. Il est utilisé à grande échelle et a remplacé l'électrolyse à diaphragme. La matière Nafion a été développée en tant que membrane bicouche pour résister aux conditions difficiles lors de la conversion chimique.

### Systèmes biologiques
Dans les systèmes biologiques, les membranes remplissent un certain nombre de fonctions essentielles. La compartimentation des cellules biologiques est réalisée par des membranes. La semi-perméabilité permet de séparer les réactions et les environnements réactionnels. Un certain nombre d'enzymes sont liées à la membrane et le transport de masse à travers la membrane est souvent actif plutôt que passif comme dans les membranes artificielles, permettant à la cellule de maintenir des gradients, par exemple en utilisant le transport actif de protons ou d'eau.
L'utilisation d'une membrane naturelle est le premier exemple d'utilisation pour une réaction chimique. En utilisant la perméabilité sélective d'une vessie de porc, l'eau a pu être retirée d'une réaction de condensation pour déplacer la position d'équilibre de la réaction vers les produits de condensation selon le principe de Le Châtelier.

### Exclusion de taille : réacteur à membrane enzymatique
Comme les enzymes sont des macromolécules et que leur taille diffère souvent grandement des réactifs, elles peuvent être écartées par filtration sur membrane d'exclusion stérique avec des membranes artificielles d'ultra- ou de nanofiltration. Ce procédé est utilisé à échelle industrielle pour la production d'acides aminés énantiopurs par résolution cinétique racémique de dérivés chimiquement racémiques d'acides aminés. L'exemple le plus marquant est la production de L-méthionine à une échelle de 400 t/a. L'avantage de ce procédé par rapport aux autres formes d'immobilisation du catalyseur demeure dans le fait que les enzymes ne sont altérées ni en activité, ni en sélectivité, tant qu'il reste solubilisé.
Le principe peut être appliqué à tous les catalyseurs macromoléculaires qui peuvent être séparés des autres réactifs par filtration. Jusqu'à présent, seules les enzymes ont été utilisées dans une large mesure.

### Réaction combinée à la pervaporation
En pervaporation, des membranes denses sont utilisées pour la séparation. Pour les membranes denses, la séparation est régie par la différence de potentiel chimique des composants de la membrane. La sélectivité du transport à travers la membrane dépend de la différence de solubilité des matériaux dans la membrane et de leur diffusivité à travers la membrane. Par exemple, pour l'élimination sélective de l'eau en utilisant des membranes lipophiles. Cela peut être utilisé pour surmonter les limitations thermodynamiques de la condensation, par exemple, les réactions d'estérification en éliminant l'eau.

### Dosage: Oxydation partielle du méthane en méthanol
Dans le processus STAR[réf. nécessaire] pour la conversion catalytique du méthane du gaz naturel avec l'oxygène de l'air, en méthanol par l'oxydation partielle 2CH4 + O2 {\displaystyle \rightarrow } 2CH3OH.
La pression partielle d'oxygène doit être faible pour éviter la formation de mélanges explosifs et pour supprimer la réaction successive au monoxyde de carbone, au dioxyde de carbone et à l'eau. Ceci est réalisé en utilisant un réacteur tubulaire avec une membrane sélective pour l'oxygène. La membrane permet la distribution uniforme de l'oxygène car la force motrice pour la perméation de l'oxygène à travers la membrane est la différence des pressions partielles du côté air et du côté méthane.